# 쓰치하시역
쓰치하시역(일본어: 土橋駅, つちはしえき)은 일본 아이치현 도요타시에 소재하는 나고야 철도의 역이다. 역 번호는 MY05이다.

## 역 구조
혼합식 승강장 2면 3선의 교상역의 구조로 2010년 3월 27일에 본 역의 교상역사화가 완료되었다. 현재의 역사는 4대째이다. 도요타시 방면 승강장이 섬식 승강장이다. 역무원도 종일 배치되어 있다. 승강장 센서는 2,3번 선에 설치되어 있고, 1번 선에는 설치되지 않았다.
교상역사화에 따라 동쪽에서 서쪽으로 1,2번 선과 부번으로 되어 있던 것이 서쪽에서 동쪽으로 바뀌었다. 또한, 각 번호가 동시에 역사 확장이 지류 방향으로 연장되었고, 승강장에 인상선이 설치되었다. 상행 승강장은 증선(4번 선 신설로 2면 4선화)이 가능한 구조로 되어 있다. 각 승강장과 개찰 외에는 엘리베이터와 계단이 설치되었고 개찰 외에는 동쪽과 서쪽의 2곳에 에스컬레이터와 계단이 나란히 설치되어 있다.
구내 서쪽에는 도요타선용 100계를 유치하면서 유치선이 3개 존재했으며 2개의 야간 주박이 설정되어 아침 러시아워 이후에 1개가 유치된다. 이 야간 주박의 편성을 이용하여 본
역 1번 선의 출발 열차가 새벽에 2개 설정되어 있다. 다이아 상으로는 쓰치하시 역 발 도요타시 행으로 운전되고 도요타 시 역 도착 후 가미오타이 행으로 연장 운행되는 형태를 취한다. 또한, 낮과 심야에 쓰치하시 역에 유치되는 편성은 도요타 시 역 ~ 쓰치하시 역 구간은 접대를 하지 않고 회송 전철로 운행된다.

### 승강장
| 번호 | 노선        | 방향 | 행선                   | 비고     |
| ---- | ----------- | ---- | ---------------------- | -------- |
| 1    | ■ 미카와 선 | 하행 | 도요타 시・사나게 방면 | 6량 편성 |
| 2    | ■ 미카와 선 | 하행 | 도요타 시・사나게 방면 | 6량 편성 |
| 3    | ■ 미카와 선 | 상행 | 지류 방면              | 4량 편성 |

## 역 주변
- 토요타 자동차 모토마치 공장(이전에는 본 역에 인입선이 있었다)
- 도요타 통상 도요타 지점
- 도도리 머시너리 도요타 지점
- 도도리 시스콤 도요타 지점
- 도도리 보험 파트너스 도요타 지점
- 후타바 산업 미도리 공장
- 도요타 차체 경사 신규 개발 센터
- 아피타 도요타 모토마치점
- 쓰치하시 우체국
- 도요타 신용 금고 쓰치하시 지점
- 도요타 시립 류진 중학교
- 도요타 시립 쓰치하시 초등학교
- 쓰치하시 공원
- 도요타 나들목(도메이 고속도로)
- 국도 제155호선 도요타미나미 바이패스

## 역사
- 1920년 7월 5일: 미카와 철도 역으로 영업 개시.
- 1941년 6월 1일: 미카와 철도가 나고야 철도와 합병되어 동사의 미카와 선의 역이 됨.
- 1959년
  - 9월: 이세 만 태풍으로 초대 역사가 재해를 입음.
  - 12월 말: 2대째 역사 준공.
- 1960년 8월: 토요타 자동차 공업 모토마치 공장 전용선 신설.
- 1974년: 모토마치 공장 전용선 폐지.
- 1984년 1월 1일: 화물 취급 폐지.
- 1995년 3월 16일: 2층에 승무원 숙소를 갖춘 3대째 역사 준공.
- 2010년 3월 27일: 4대째 역사 준공, 교상역사화.
- 2011년 2월 11일: IC카드 승차권 "manaca" 공용 개시.
- 2012년 2월 29일: 트랜 패스 공용 종료.

## 사진

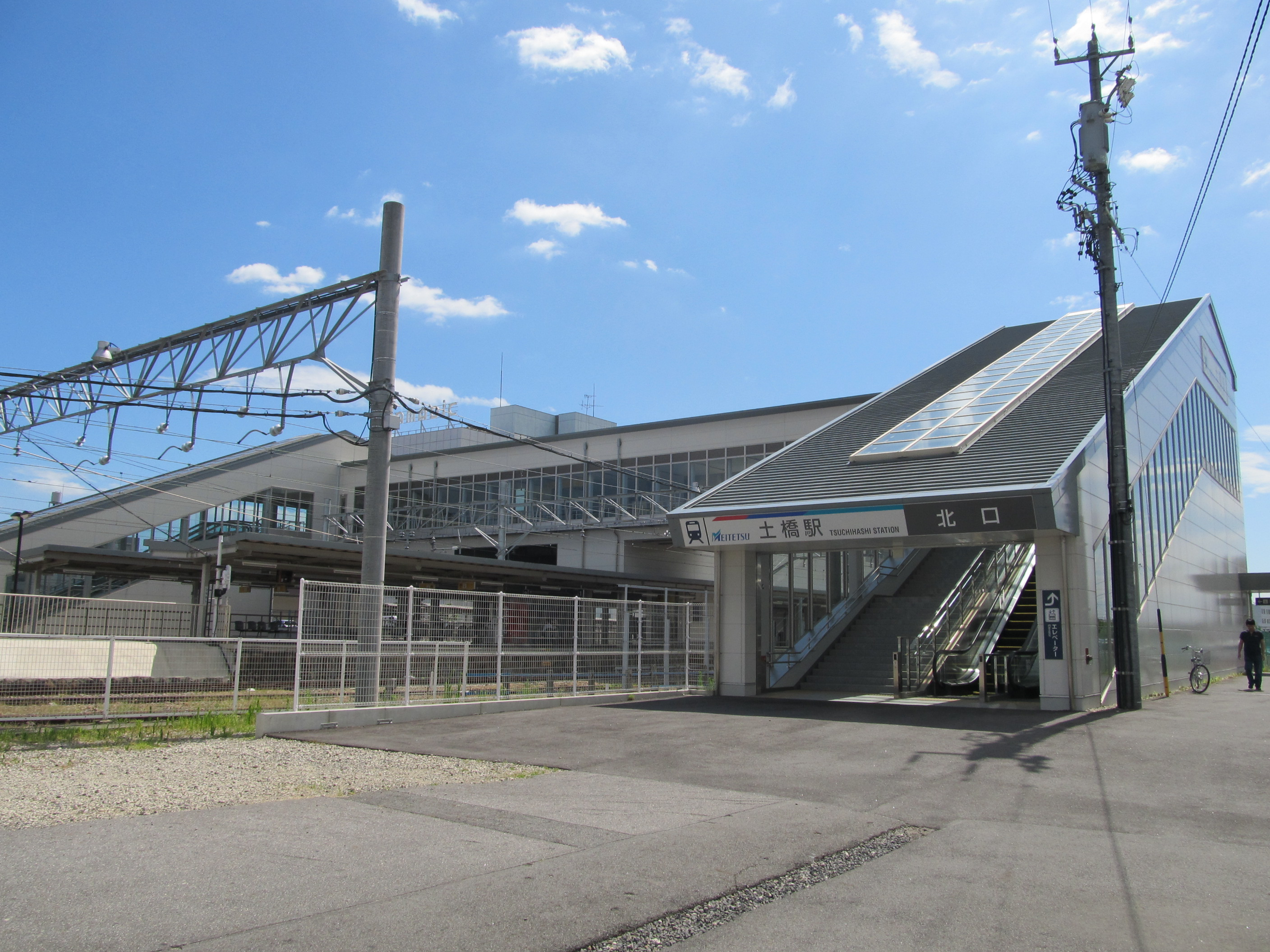
북쪽 출입구
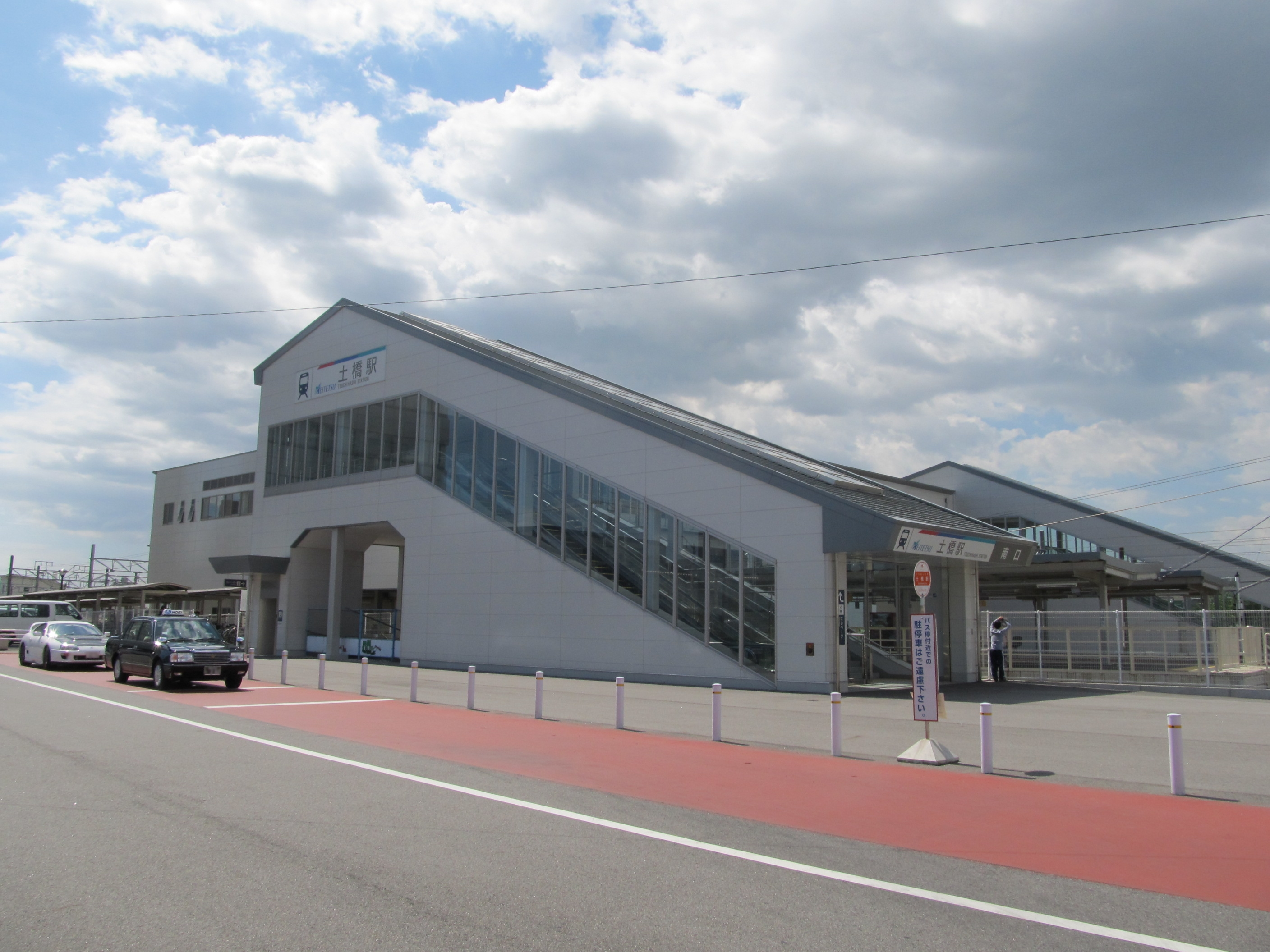
남쪽 출입구
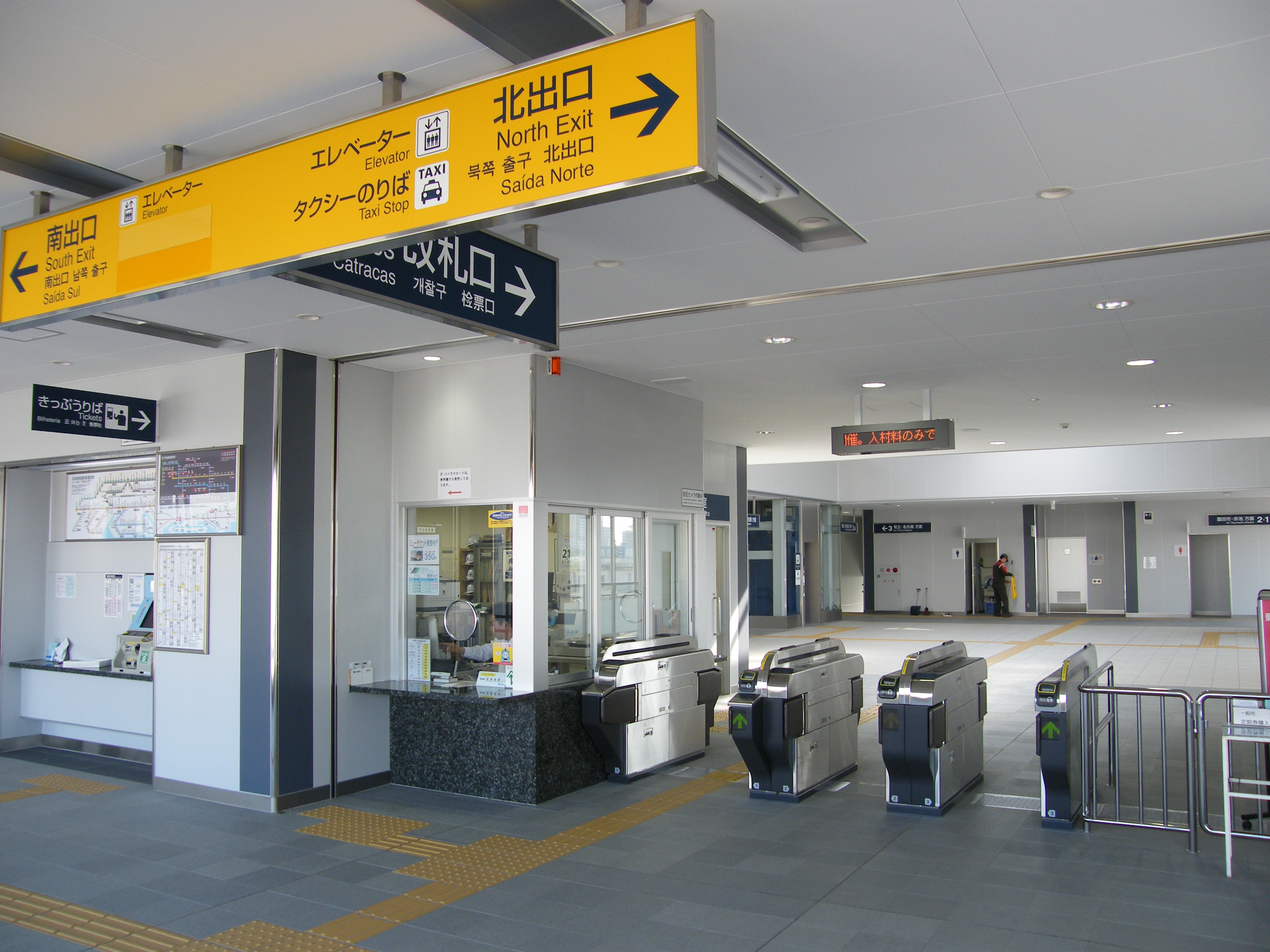
개찰구

## 인접역
| 나고야 철도 미카와선        | 나고야 철도 미카와선 | 나고야 철도 미카와선    |
| --------------------------- | -------------------- | ----------------------- |
| MY06 우와고로모 사나게 방면 |                      | 다케무라 MY04 지류 방면 |